# Борелли, Альфонс Луис Николас
| Открытые астероиды: 18 | Открытые астероиды: 18 |
| ---------------------- | ---------------------- |
| (99) Дике              | 28 мая 1868            |
| (110) Лидия            | 19 апреля 1870         |
| (117) Ломия            | 12 сентября 1871       |
| (120) Лахесис          | 10 апреля 1872         |
| (146) Луцина           | 8 июня 1875            |
| (157) Деянира          | 1 декабря 1875         |
| (171) Офелия           | 13 января 1877         |
| (172) Бавкида          | 5 февраля 1877         |
| (173) Ино              | 1 августа 1877         |
| (198) Ампелия          | 13 июня 1879           |
| (233) Астеропа         | 11 мая 1883            |
| (240) Ванадида         | 27 августа 1884        |
| (246) Аспорина         | 6 марта 1885           |
| (268) Адорея           | 8 июня 1887            |
| (308) Поликсо          | 31 марта 1891          |
| (322) Фео              | 27 ноября 1891         |
| (369) Аэрия            | 4 июня 1893            |
| (394) Ардуина          | 19 ноября 1894         |

Альфонс Луис Николас Борелли (фр. Alphonse Louis Nicolas Borrelly; 8 декабря 1842 — 28 февраля 1926) — французский астроном, первооткрыватель комет и астероидов.

## Биография
Родился в семье налогового инспектора.
В 1863—1913 годах работал в Марсельской обсерватории. В период с 1868 по 1894 год им было обнаружено в общей сложности 18 астероидов, а с 1871 по 1912 год — более десятка комет, среди которых короткопериодическая комета 19P/Борелли.
Кроме того, определил координаты более 50000 звёзд с помощью меридианного круга.
В 1880 году по результатам наблюдений пришёл к выводу об отсутствии неизвестной планеты внутри орбиты Меркурия.
В 1905 году участвовал в алжирской экспедиции по наблюдению солнечного затмения (состоялось 30 августа), которой руководил директор Марсельской обсерватории Э. Ж.-М. Стефан.

## Семья
В 1868 году женился на Жюстин Адольфине Жозефине Филибер, в семье было 6 детей.

## Награды
- Премия имени Лаланда (1871, 1909)
- Премия Жюля Жансена (1913)

## Признание
В знак признания его заслуг одному из астероидов было присвоено его имя (1539) Боррелли.